# آي باد 4
الجيل الرابع من آي باد (اسم التسويق بالإنجليزية: iPad with Retina display, ويسمى عامياً: iPad 4) وهو كمبيوتر لوحي صمم وطور وسوق من قبل شركة أبل، أعلن عنه في 23 أكتوبر 2012 ليكون الجيل الرابع من جهاز الآي باد، ويتوقع ان يبدأ تسويقه في 2 نوفمبر 2012، الجهاز الجديد يتكون من شاشة "Retina" والرقاقة الجديدة أبل إيه 6 إكس "Apple A6X" وسيكون مبرمج على نظام ال "iOS 6".

الآي باد الجديد سيتبع نفس نموذج التسعير لسابقه. وتم إيقاف إنتاج الجيل الثالث بعد الإعلان عن الجيل الرابع للجهاز.

## الإعلان
في 16 أكتوبر 2012 أعلنت أبل بان حدث مهم سيعلن عنه في 23 أكتوبر في مسرح كاليفورنيا من دون ذكر الحدث، وكان المتوقع إعلامياً هو الأي باد ميني "ipad mini" .

يوم 23 أكتوبر أعلن تيم كوك المدير التنفيذي لشركة أبل أعلن عن النسخة الجديدة من برنامج "iBooks" والجيل الجديد من "MacBook Pro"و "Mac Mini"و "iMac" قبل أن يتم الإعلان عن الجيل الرابع للآي باد والآي باد ميني.

## البرمجيات
الجيل الرابع من الايباد مبرمج على نظام iOS 6.0.ممكن ان يعمل كنقاط ساخنة مع عديد من الاجهزة يتشارك اتصاله بالانترنيت عبر الواي فاي, البلوتوث أو الUSB ،ومن الممكن تصفح وتنزيل البرامج عبر ال iTunes Store والمطورة بXcode والiOS SDK.

يأتي الايباد مع برامج مثبتة مسبقا بما فيها سيري, وسفاري مثل بقية اجهزة الايباد السابقة، ويستطيع مزامنة محتوياته مع أجهزة الكومبيوتر، الايباد الجديد لم يصمم لاجراء المكالمات الهاتفية عير الشبكة الخلوية لكن يمكن للمستخدمين الاتصال عبر شبكة الواي فاي أو برامج الVoIP مثل السكايب.يحتوي الايباد على خاصية الأملاء الرقمي والموجود أيضا في الجهاز آي فون 4S ,حيث يستطيع المستخدم ان يتكلم بينما يطبع الايباد الكلام على شكل جمل شريطة ان يتم توصيل الجهاز الواي فاي أو الشبكة الخلوية.

## المكونات المادية للجهاز
هناك أربع ازرار في الجهاز، تتضمن الزر الرئيسي في الواجهة ووظيفته إعادة المستخدم إلى الصفحة الرئيسية، هناك 3 ازرار في الجانب لغلق وفتح الشاشة، للتحكم بالصوت، وزر متعدد الاستعمالات يتم تغيير خصائصه حسب آخر تحديث لإصدار نظام التشغيل، الشاشة مرتبطة بعدة حساسات: حساس الضوء المحيط ووظيفته التحكم بشدة اضاءة الشاشة وحساس مقياس التسارع.

يحتوي الجهاز على ذاكرة داخلية باحجام 16, 32, أو 64 جيجابايت ولايمكن توسيعها.الجهاز يحتوي على رقاقة Apple A6X SoC مع وحدة معالجة ثنائية النواة. يحتوي الجهاز على كاميرا خلفية 5 ميكابكسل
قابلة على تسجيل فيديو عالي الوضوح 1080 بكسل وكاميرا امامية قابلة على تسجيل فيديو بجودة 720 بكسل. دقة عرض الشاشة هي 2,048 * 1,536 (QXGA)مع 3.1 مليون بكسل لذلك هي أفضل وضوحا من الايباد2 بأربع مرات. الايباد الجديد اثخن من سابقه ب 0.6 مليمتر وأثقل ب51 غرام.

الايباد قادر على تشغيل صيغ ال:HE-AAC, Protected AAC ,AAC, MP3, MP3 VBR. يوجد في الجهاز بطارية ليثيوم أيون مبلمر وصنعت في تايوان. تقول الشركة المصنعة بان الجهاز يستطيع تشغيل الفديو 10 ساعات متوصلة قبل ان تنفذ البطارية. أو تشغيل 140 ساعة من الملفات الصوتية أو ان تبقى شهر كامل في وضع الاستعداد. كما هو الحال لجميع بطاريات الايباد فالمستخدم لا يستطيع تغييرها بنفسه لكن أبل وعدت بان تغير بطاريات الايباد التالفة بسعر 99 دولار.